# Michał Garapich

Herb Garapich

Michał Grzegorz Garapich de Sichelburg (ur. 12 marca 1850, zm. 28 lutego 1917 w Krakowie) – właściciel dóbr, poseł do Rady Państwa i Sejmu Krajowego Galicji VIII, IX i X kadencji od 1901 do 1914.

## Życiorys
Urodził się jako syn Władysława Garapich de Sichelburg herbu własnego (1815–1867) i Józefy z domu Słoneckiej, herbu Korab (1830–1906). Jego rodzeństwem byli Stanisław (1851–1883), Alfred (1857–1918) i Maria (1859–1942).
Był właścicielem dóbr: Cebrów, Koniuszki Królewskie, Palczyńce, Seredyńce, Worobijówka.
Był wybierany posłem do Rady Państwa oraz z I kurii, w obwodzie tarnopolskim posłem Sejmu Krajowego Galicji VIII kadencji (1901-1907), IX kadencji (1908-1913) i X kadencji (1913-1914).
Został prezesem Towarzystwa Gospodarskiego w Tarnopolu. W 1888 rozpoczął pracę w Towarzystwie Wzajemnych Ubezpieczeń w Krakowie jako członek Rady nadzorczej, a w 1906 został wybrany I dyrektorem zastępując na tym stanowisku Zenona Słoneckiego.
Zmarł 28 lutego 1917 w Krakowie i został pochowany w grobowcu rodziny Wodzickich na cmentarzu Rakowickim w Krakowie 3 marca 1917.
Jego żoną została Laura z domu Wodzicka herbu Leliwa (1855–1935), z którą miał synów Kazimierza (1878-1940) i Pawła (1882-1957). Jego brat Stanisław poślubił siostrę Laury, Karolinę Wodzicką.
Wnukiem Michała i synem Kazimierza był Michał Józef Paweł Garapich de Sichelburg, który poległ 12 września 1939 roku jako podporucznik rezerwy kawalerii, dowódca II plutonu w 3 szwadronie 1 Pułku Kawalerii KOP.